# 이시이 히사쓰구
이시이 히사쓰구(일본어: 石井 久継, 2005년 7월 7일~)는 일본의 축구 선수이다.

## 구단 경력
그는 2023년 J1리그의 쇼난 벨마레에 입단했다.